# Fàbrica Nova (Folgueroles)
La Fàbrica Nova és una obra del municipi de Folgueroles (Osona) inclosa en l'Inventari del Patrimoni Arquitectònic de Catalunya.

## Descripció
Antiga fàbrica de filats avui convertida en masia. És de planta rectangular coberta a dues vessants amb el carener perpendicular a la façana, la qual s'orienta a migdia. Es troba assentada damunt d'un tolús al marge esquerre del torrent de Folgueroles. A la façana N presenta poques obertures llevat d'alguna nova feta de totxo. Al W s'hi adossa un cos a la planta on hi ha l'antiga sortida del carcabà del molí. A migdia s'accedeix directament al primer pis per un portal d'arc còncau amb la llinda datada i dins del qual s'inscriu un portal de construcció recent; hi ha altres obertures de tipologia diversa. A llevant s'hi adossa un cos el qual és de totxo i de nova factura. Construïda amb lloses de pedra unides amb morter i afegits.

## Història
Construcció que correspon a una antiga indústria que donava feina als habitants del poble durant l'època de la industrialització. La trobem registrada en el Nomenclàtor de la província de Barcelona de l'any 1860 on consta com "Fàbrica de hilados".